# 베크고르 염
베크고르 염(Bechgaard 염)은 초전도를 보이는 유기 전하 이동 착물을 말한다. 이런 물질을 최초로 합성하여 초전도성을 보여낸 클라우스 베크고르(Klaus Bechgaard)의 성씨를 따왔다. 대부분의 베크고르염 초전도체는 극히 저온에서만 초전도성을 보이며 1-2K영역에서 초전도성을 잃는다. 초전도성을 잃는 온도가 가장 높은 베크고르염은 거의 12 K에서 초전도성을 잃는다.

## 같이 보기
- 초전도 현상